# Crits sords
Crits sords és una pel·lícula dramàtica d'Espanya en color dirigida el 1983 per Raül Contel i Ferreres, qui també en fou autor del guió, actor i director de fotografia. Ha estat rodada en català i autofinançada pel mateix director.

## Sinopsi
És una pel·lícula formada al voltant de vuit personatges d'una ciutat, on mostra la solitud, la incomunicació i l'individualisme. Cada personatge és un crit sord per als altres: la Maria és una actriu que aspira a ser Bette Davis, el Raül és un escriptor mediocre que persegueix les dones, l'Empar és una dona amb problemes d'obesitat i obsessionada amb Antonio Machín, la Lisa és promíscua, el Joan és consumista compulsiu, el Manel es refugia tocant el saxo, el Pep no li troba sentit a la vida i la seva germana Xedes és postrada al llit des de fa sis anys.

## Repartiment
- Pep Anton Muñoz - Pep
- Joan Potau i Martínez - Joan
- Amparo Muñoz - Empar
- Raül Contel i Ferreres - Raül
- Manuel Dueso - Manel
- Elisabet Gil - Lisa
- Montserrat Calvo - Maria

## Guardons
- III Premis de Cinematografia de la Generalitat de Catalunya: Millor llargmetratge[4]